# Бобадилья, Альдо
А́льдо Анто́нио Бобади́лья А́валос (исп. Aldo Antonio Bobadilla Ávalos; род. 20 апреля 1976, Педро-Хуан-Кабальеро) — парагвайский футболист, выступавший на позиции вратаря. Вместе со сборной Парагвая дважды участвовал в чемпионатах мира.

## Карьера
Бобадилья начал карьеру в 1997 году в клубе «Серро Портеньо». В 2005 году перешёл в аргентинский клуб «Химнасия и Эсгрима» из Ла-Платы, где сыграл 19 матчей. Позже вернулся в Парагвай и заключил контракт с клубом «Либертад». В середине 2006 года перебрался в Аргентину в клуб «Бока Хуниорс». В начале сентября 2007 года был приглашён в колумбийский клуб «Индепендьенте Медельин».
В июле 2010 года, после окончания чемпионата мира в ЮАР, на котором Бобадилья присутствовал в качестве резервного голкипера, был приобретён бразильским «Коринтиансом».
Спустя полгода вернулся на родину, подписав двухлетний контракт с «Олимпией». Завершил карьеру футболиста в июле того же года.
В сборной Парагвая Бобадилья играл с 1999 по 2010 год. В 2013 году начал тренерскую карьеру.

## Достижения
- Чемпион Парагвая (3): 2001, 2004, 2006
- Обладатель Кубка Либертадорес (1): 2007